# 王福 (滄海公)
王福（？—？），金朝末年大臣，河北九公之一，封滄海公。
王福最初是河北義軍，金宣宗时积战功，官至同知橫海軍節度使事、滄州經略副使。興定元年（1217年），他派遣提控張聚、王進收復濱州和棣州，並以張聚代理棣州防禦使、王進代理濱州刺史。不久，王福和張聚有嫌隙，張聚以棣州依附益都的軍閥張林。
興定三年（1219年）九月，王福向朝廷上奏滄州為重鎮，希望選重臣擔任經略使鎮撫當地；朝廷顧念他帶領義兵收復滄州，和張林、張聚相鄰，知道他只是託辭要求擔任經略使。之後他招集濱棣兩州的人向朝廷傳達音讯，要脅若不給他擔任經略使，宋朝軍隊可能攻至，甚至招攬他加入宋軍。金宣宗深以為然，正式任命他為本州經略使，並下詔叫他自行揀擇副使人選，又遥授同知東平府事、權元帥右都監。
兴定四年（1220年），金宣宗封九名地方豪強公爵，並稱「九公」，他受封滄海公，辖三州九县：清州、滄州、觀州及鹽山、無棣、樂陵、東光、寧津、吳橋、將陵、阜城、蓚縣。同年四月，紅祆賊「太尉」李二侵略樂陵，而張聚同時來攻，王福都一一擊退。其後李二轉攻鹽山，經略副使張文打敗李二，捉拿兩位統制，並斬首二千人、獲得三十匹馬。
到七月，宋朝軍隊和紅祆賊進入河北，他据守城池；但張林、張聚亦乘人之危同時侵略。王福想逃走，被民眾阻止，於是投降張林。東平元帥府請求討伐王福，乞求金朝增援河南步卒七千、騎兵五百，並資助滑、浚、衛三州粮食。金朝以防秋在近，河南駐軍不可出兵離開；東平兵力薄弱，無法獨立征討成功，希望等到來年春天再由東平元帥府和高陽公張甫合力討伐王福，駁回要求，以後史書便失去其蹤影。